# Перевозчикова Ольга Леонідівна
Ольга Леонідівна Перевозчикова (народилася 1 грудня 1947 р. у Будапешті (Угорщина)– 7 жовтня 2011 року) — український кібернетик, доктор фізико-математичних наук (1990 р.), професор (1992 р.), член-кореспондент НАН України за фахом «Інформаційні технології» (2003 р.), Заслужений діяч науки і техніки України (2009 р.), завідувач відділом Інституту кібернетики імені В. М. Глушкова НАН України, лауреат Премії НАН України ім. В. М. Глушкова (1999 р.) та двічі лауреат Державної премії України (1991 і 2002 рр.). Професор Національного університету «Києво-Могилянська академія», Національного технічного університету «КПІ», Національної академії керівних кадрів культури і мистецтва та Університету економіки і права КРОК.

## Біографія
Ольга Леонідівна народилася у родині офіцера Радянської Армії. У 1970 р. закінчила математичний факультет Ужгородського державного університету, а у 1974 р. — аспірантуру Інституту кібернетики.
Коло наукових інтересув вченої: математичний апарат для подання знань промоделі предметних областей; інструментарій для генерації професійних систем як програмної
складової інформаційних технологій (ІТ).

## Основний науковий доробок
- Розробила асинхронний недетермінований дискретний перетворювач, покладений в основу інструментарію ДИСУППП. Його засобами побудовано низку професійних систем у складі ІТ проектування технологічних схем облаштування газоконденсатних родовищ на шельфі Охотського моря, побудови імітаційних моделей мереж зв'язку, метрологічного забезпечення ракетно-космічних об'єктів тощо, за що нагороджена Держпремією України за 1991 рік.

- У 1990-і роки розробила та дослідила клас алгебро-граматичних моделей подання знань про предметну область, які допускають динамічне планування обчислень і широкий спектр образно-графічних засобів підтримки інтерфейсу користувача. Під її керівництвом розроблено інструментарій, реалізовано і впроваджено інтелектуальні ІТ для проектування схем утилізації шахтного метану у Донбасі, геофізичної інтерпретації дослідних даних нафтогазорозвідки, моделювання стратегічної стабільності в Європі; автоматичного прогнозування економетричних даних тощо. За ці роботи Ольга Леонідівна. у 1999 році отримала премію В. М. Глушкова НАН України, а у 2003 році — Державну премію України за фундаментальні здобутки з теорії програмування.

- У 1999 році як член Міжвідомчої комісії НАН України займалася ІТ щодо запобігання негативних наслідків комп'ютерної кризи 2000 року, для чого розроблено унікальний пакет «ІК-Y2K». На замовлення Держкомзв'язку України цей пакет впроваджено на понад 6 тисячах комп'ютерів, а робота у складі групи незалежних експертів сприяла успішному розв'язанню проблеми 2000 року на атомних станціях України.

- Під її керівництвом розроблено низку термінологічних Державних стандартів України (ДСТУ) з програмування у складі системи з понад 45 термінологічних ДСТУ з ІТ, яка вперше зафіксувала сучасні норми україномовної ІТ-лексики. На підставі гармонізації 8 ISO/IEC-стандартів набула чинності низка ДСТУ та розроблено набори культурних елементів національно-української локалізації ІТ. Під керівництвом О. Л. Перевозчикової та за її безпосередньої участі розроблено понад 60 чинних основоположних ДСТУ, гармонізованих з ISO/IEC- та CEN/CENELEC-стандартами.

- На замовлення фірми Майкрософт-Україна скориговано україномовну програмну документацію для національно-української локалізації Windows (починаючи з Windows-Vista) та Office (починаючи з Office'2003).

- Суттєво розвинуто українську термінологію в галузі програмування і обчислювальної техніки. Підготовлено і опубліковано «Англо-український тлумачний словник з обчислювальної техніки, Інтернету і програмування», у двох виданнях якого охоплено понад 14 тисяч ІТ-термінів і які МОН рекомендувало як навчальний посібник у ВНЗ України.

- О. Л. Перевозчикова — автор понад 280 публікацій (зокрема 6 монографій, 7 підручників).

- О. Л. Перевозчикова підготувала 17 кандидатів наук.